# Championnat du monde féminin du contre-la-montre par équipes de marques

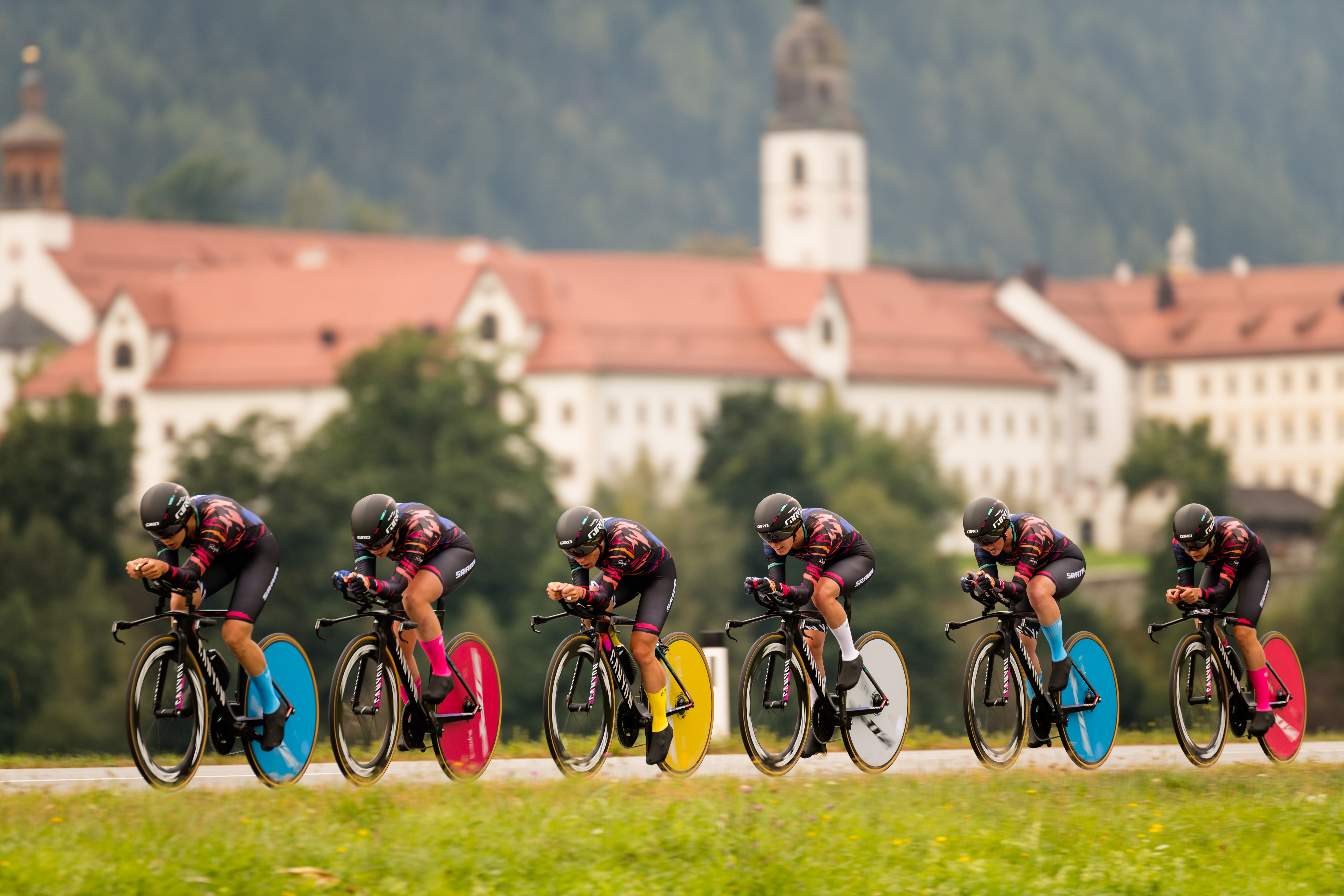
L'équipe Canyon-SRAM décroche en 2018 un cinquième titre mondial du contre-la-montre par équipes.

Le championnat du monde du contre-la-montre par équipes de marques féminin est une compétition de cyclisme sur route organisée par l'Union cycliste internationale entre 2012 et 2018.

## Histoire
Précédemment un Championnat du monde de cyclisme contre-la-montre par équipes féminin organisé par l'UCI est disputé par des équipes nationales de 1987 à 1994.
À partir de 2008, l'UCI songe à la réintroduction d'une épreuve contre la montre par équipes aux Championnats du monde sur route. Mais la question se pose autour de la préparation des coureuses pour cette épreuve, de la sélection et la motivation de formations nationales d'un jour avec des coureuses issues de différentes équipes de marques et qui n'ont pas l'habitude de courir ensemble de manière si spécifique le reste de l'année. Finalement deux ans plus tard, la réintroduction d'une épreuve par équipes est décidée par le Conseil du cyclisme professionnel. Il est notamment décidé qu'elle soit disputée par les équipes de marques, qui contrairement aux sélections nationales ont toutes les facilités en cours de saison pour se préparer à l'évènement, et se déroule en ouverture des championnats du monde.
Cependant, maintenue au programme pendant plusieurs années, la compétition ne parvient pas à convaincre. L'aspect cosmopolite et multinational par nature d'une épreuve par équipe de marque cadre en effet très mal dans les championnats du monde par sélections nationales. Personne n'y trouve visiblement son compte, la compétition reste en marge et loin du succès populaire, et ce sont les équipes elles-mêmes qui demandent la suppression de l'épreuve. L'UCI décide de la retirer des championnats après l'édition 2018,.

## Palmarès
| Année | Vainqueur | Deuxième | Troisième |
| 2012  | Specialized-Lululemon | Orica-AIS | AA-Drink-Leontien.nl |
| 2012  | Charlotte Becker (GER) Amber Neben (USA) Evelyn Stevens (USA) Ina-Yoko Teutenberg (GER) Eleonora van Dijk (NED) Trixi Worrack (GER) | Judith Arndt (GER) Shara Gillow (AUS) Loes Gunnewijk (NED) Melissa Hoskins (AUS) Alexis Rhodes (AUS) Linda Villumsen (NZL)                  | Chantal Blaak (NED) Lucinda Brand (NED) Jessie Daams (BEL) Sharon Laws (GBR) Emma Pooley (GBR) Kirsten Wild (NED)                   |
| 2013  | Specialized-Lululemon | Rabo Women | Orica-AIS |
| 2013  | Lisa Brennauer (GER) Katie Colclough (GBR) Carmen Small (USA) Evelyn Stevens (UA) Eleonora van Dijk (NED) Trixi Worrack (GER)       | Lucinda Brand (NED) Thalita de Jong (NED) Pauline Ferrand-Prévot (FRA) Roxane Knetemann (NED) Annemiek van Vleuten (NED) Marianne Vos (NED) | Annette Edmondson (AUS) Shara Gillow (AUS) Loes Gunnewijk (NED) Melissa Hoskins (AUS) Emma Johansson (SWE) Amanda Spratt (AUS)      |
| 2014  | Specialized-Lululemon | Orica-AIS | Astana BePink Womens |
| 2014  | Chantal Blaak (NED) Lisa Brennauer (GER) Karol-Ann Canuel (CAN) Carmen Small (USA) Evelyn Stevens (USA) Trixi Worrack (GER)         | Annette Edmondson (AUS) Melissa Hoskins (AUS) Emma Johansson (SWE) Jessie MacLean (AUS) Valentina Scandolara (ITA) Amanda Spratt (AUS)      | Alena Amialiusik (BLR) Simona Frapporti (ITA) Doris Schweizer (SUI) Alison Tetrick (USA) Silvia Valsecchi (ITA) Susanna Zorzi (ITA) |
| 2015  | Velocio-SRAM | Boels Dolmans | Rabo Liv Women |
| 2015  | Alena Amialiusik Lisa Brennauer Karol-Ann Canuel Barbara Guarischi Mieke Kröger Trixi Worrack                                       | Lizzie Armitstead Chantal Blaak Christine Majerus Katarzyna Pawłowska Evelyn Stevens Eleonora van Dijk                                      | Lucinda Brand Thalita de Jong Shara Gillow Roxane Knetemann Katarzyna Niewiadoma Anna van der Breggen                               |
| 2016  | Boels Dolmans | Canyon-SRAM Racing | Cervélo Bigla |
| 2016  | Chantal Blaak (NED) Karol-Ann Canuel (CAN) Lizzie Deignan (GBR) Christine Majerus (LUX) Evelyn Stevens (USA) Ellen van Dijk (NED)   | Alena Amialiusik (BLR) Hannah Barnes (GBR) Lisa Brennauer (GER) Elena Cecchini (ITA) Mieke Kröger (GER) Trixi Worrack (GER)                 | Ciara Horne (GBR) Lisa Klein (GER) Lotta Lepistö (FIN) Ashleigh Moolman (RSA) Joëlle Numainville (CAN) Stephanie Pohl (GER)         |
| 2017  | Sunweb | Boels Dolmans | Cervélo Bigla |
| 2017  | Lucinda Brand (NED) Leah Kirchmann (CAN) Floortje Mackaij (NED) Coryn Rivera (USA) Sabrina Stultiens (NED) Ellen van Dijk (NED)     | Chantal Blaak (NED) Karol-Ann Canuel (CAN) Megan Guarnier (USA) Christine Majerus (LUX) Amy Pieters (NED) Anna van der Breggen (NED)        | Stephanie Pohl (GER) Lisa Klein (GER) Clara Koppenburg (GER) Lotta Lepistö (FIN) Cecilie Uttrup Ludwig (DEN) Ashleigh Moolman (RSA) |
| 2018  | Canyon–SRAM | Boels–Dolmans | Team Sunweb |
| 2018  | Alena Amialiusik Alice Barnes Hannah Barnes Elena Cecchini Lisa Klein Trixi Worrack                                                 | Chantal Blaak Karol-Ann Canuel Amalie Dideriksen Christine Majerus Amy Pieters Anna van der Breggen                                         | Lucinda Brand Leah Kirchmann Liane Lippert Pernille Mathiesen Coryn Rivera Ellen van Dijk                                           |

## Tableau des médailles

### Par équipes
| Rang  | Nation               | Or | Argent | Bronze | Total |
| ----- | -------------------- | -- | ------ | ------ | ----- |
| 1     | Canyon-SRAM Racing   | 5  | 1      | 0      | 6     |
| 2     | Boels Dolmans        | 1  | 3      | 0      | 4     |
| 3     | Sunweb               | 1  | 0      | 1      | 2     |
| 4     | Orica-AIS            | 0  | 2      | 1      | 3     |
| 5     | Rabo Women           | 0  | 1      | 1      | 2     |
| 6     | Cervélo Bigla        | 0  | 0      | 2      | 2     |
| 7     | AA-Drink-Leontien.nl | 0  | 0      | 1      | 1     |
| 7     | Astana BePink Womens | 0  | 0      | 1      | 1     |
| Total | Total                | 7  | 7      | 7      | 21    |

### Par coureuses
| Rang | Coureuse          | Pays        | Or | Argent | Bronze | Total |
| ---- | ----------------- | ----------- | -- | ------ | ------ | ----- |
| 1    | Trixi Worrack     | Allemagne   | 5  | 1      | 0      | 6     |
| 2    | Evelyn Stevens    | États-Unis  | 4  | 1      | 0      | 5     |
| 2    | Eleonora van Dijk | Pays-Bas    | 4  | 1      | 0      | 5     |
| 4    | Lisa Brennauer    | Allemagne   | 3  | 1      | 0      | 4     |
| 4    | Karol-Ann Canuel  | Canada      | 3  | 1      | 0      | 4     |
| 6    | Chantal Blaak     | Pays-Bas    | 2  | 2      | 1      | 5     |
| 7    | Alena Amialiusik  | Biélorussie | 2  | 1      | 1      | 4     |
| 8    | Carmen Small      | États-Unis  | 2  | 0      | 0      | 2     |
| 9    | Christine Majerus | Luxembourg  | 1  | 2      | 0      | 3     |
| 10   | Lucinda Brand     | Pays-Bas    | 1  | 1      | 2      | 4     |